# The Bubble
„The Bubble“ е американска комедия от 2022 г. на режисьора Джъд Апатоу. Във филма участват Карън Гилън, Ирис Апатоу, Вир Дас, Фред Армисън, Мария Бакалова и Дейвид Духовни.
Филмът е пуснат на 1 април 2022 г. в платформата „Нетфликс“. Получава предимно отрицателно отзиви от критиката.